# Altheimer
Altheimer es una ciudad ubicada en el condado de Jefferson en el estado estadounidense de Arkansas. En el Censo de 2010 tenía una población de 984 habitantes y una densidad poblacional de 174,92 personas por km².

## Geografía
Altheimer se encuentra ubicada en las coordenadas 34°19′31″N 91°50′58″O / 34.32528, -91.84944. Según la Oficina del Censo de los Estados Unidos, Altheimer tiene una superficie total de 5.63 km², de la cual 5.44 km² corresponden a tierra firme y (3.22%) 0.18 km² es agua.

## Demografía
Según el censo de 2010, había 984 personas residiendo en Altheimer. La densidad de población era de 174,92 hab./km². De los 984 habitantes, Altheimer estaba compuesto por el 9.96% blancos, el 88.11% eran afroamericanos, el 0% eran amerindios, el 1.02% eran asiáticos, el 0% eran isleños del Pacífico, el 0.61% eran de otras razas y el 0.3% pertenecían a dos o más razas. Del total de la población el 1.42% eran hispanos o latinos de cualquier raza.